# Irajá
Irajá – stacja metra w Rio de Janeiro, na linii 2. Zlokalizowana jest pomiędzy stacjami Vicente de Carvalho i Colégio. Została otwarta 31 sierpnia 1998.